# Андроник III Палеолог
Андроник III Палеолог (на гръцки: Ανδρόνικος Γ' Παλαιολόγος) e византийски император (1325 – 1341).

## Произход и възкачване на престола
Син е на Михаил IX Палеолог и Рита Арменска. Внук е на Андроник II Палеолог, с когото води изтощителна борба за престола.
Андроник III по погрешка убива брат си Мануил Палеолог (1320 г.), което става една от причините за оттеглянето и смъртта на баща му Михаил IX. Това води до засилващата се неприязън към него от страна на дядо му император Андроник II. Лекомислен и амбициозен, Андроник III повежда своите привърженици от младото поколение на аристокрацията в гражданска война за свалянето на дядо му от престола. След седем години на разорителни вътрешни конфликти, през 1328 г. Андроник III влиза триумфално в Константинопол и заставя дядо си да абдикира окончателно.

## Управление
Управлението на Андроник III е белязано от поражения срещу турците в Мала Азия и безрезултатни войни със съседите на Балканския полуостров.

### Войни в Мала Азия
След като през 1326 година Византия губи от османците Бурса, през лятото на 1328 година Андроник III прави опит да прекрати обсадата на Никея. След поредица сблъсъци в местността Пелеканон императорът е принуден да се оттегли, като по време на сраженията самият той е ранен, а на 1 март 1331 г. градът е превзет от султан Орхан I.
През лятото на 1333 г. Андроник III потегля по море със своя войска към обсадената Никомидия. Там той сключва мир с Орхан I, като му заплаща откуп от 12 хиляди перпери в замяна на крепостите между Никомидия и Константинопол. Мирът не продължава дълго и през 1337 г. Орхан I превзема Никомидия, като по този начин налага властта си над цялата област Витиния.

### Войни на Балканите
В 1331 г. Андроник III сключва таен съюз с българския цар Михаил III Шишман, насочен срещу предишния му съюзник – сръбският крал. Византийците постигат временно разширение в Македония, но след като царят е победен от сърбите и загива в битката при Велбъжд, Андроник III сключва примирие със Сърбия и се обръща срещу българите. Възползвайки се от политическите неуредици в България, Андроник III превзема крепостите на границата. В отговор на това, новият цар Иван Александър обсажда успешно крепостта Русокастро (Битка при Русокастро, 18 юли 1332). Андроник III не попада в плен само заради великодушието на Иван Александър, който му предлага мир (Григора 10.1). Българският цар си възвръща земите между р. Тунджа и Черно море, получава Пловдив (1344 г.), осем крепости в Родопите и по време на военния поход завоюва през 1343 г. твърдината Перперикон (край Кърджали), но скоро византийците я превземат обратно. Междувременно сърбите предприемат навлизане в Македония като завладяват Охрид, Солун и други крепости. През 1334 г. сърбите са победени от византийците, сключват мир и връщат някои от придобивките си. Татарите опустошават Тракия и пленяват 500 хил. византийски поданици.
Императорът полага усилия да подобри византийския флот и успява да възстанови властта си над островите Лесбос, Хиос, Фокея и някои пристанища по егейското крайбрежие на Мала Азия. През 1333 г. византийците водят война за контрола в Тесалия, а в 1337 г. Андроник III превзема Епир, но се връща болен в столицата и скоро умира.

## Семейство
Андроник III Палеолог се жени два пъти. Първата му съпруга е германската принцеса Аделхайд фон Брауншвайг (ум. 1324), приела православието и името Ирина. От нея Андроник III има един син, починал на 2 години. След смъртта на Ирина, Андроник III се жени за савойската принцеса Джована, която приема името Анна. Тя ражда на Андроник четири деца:
- Ирина Палеологина (1327-след 1356), омъжена за Михаил IV Асен.
- Йоан V Палеолог (1332 – 1391)
- Михаил Палеолог (1337 – 1370)
- Мария Палеологина (? – 1401 г.), омъжена за Франческо I Гатилусио, лорд на Лесбос.

Анна Савойска управлява империята като регент на малолетния си син Йоан V Палеолог от смъртта на Андроник III до 1347 г.